# 上總龜山站

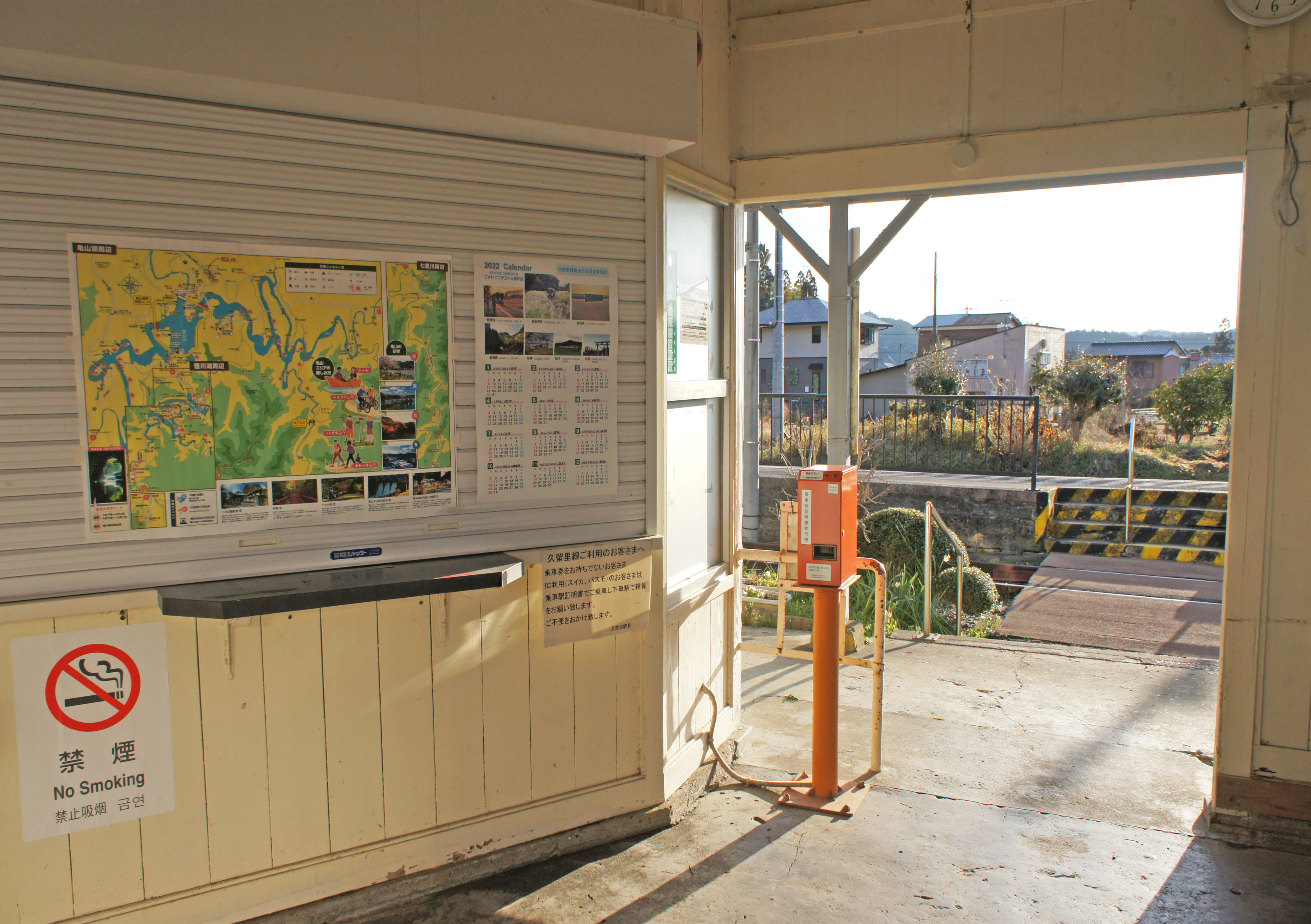
驗票口（2022年1月）

上總龜山站（日语：／ Kazusa-Kameyama eki */?）是位於千葉縣君津市藤林98號，東日本旅客鐵道（JR東日本）的久留里線車站（終點站）。

## 歷史
- 1936年（昭和11年）3月25日：久留里至此站之間開通，此站啟用[1][2]。
- 1944年（昭和19年）12月16日：久留里至此站之間暫停營業[1][3]。
- 1947年（昭和22年）7月1日：久留里至此站之間恢復營業[1][4]。
- 1987年（昭和62年）4月1日：伴隨國鐵分割民營化，車站由東日本旅客鐵道（JR東日本）營運[1]。
- 2009年（平成21年）3月14日：此站編入至東京近郊區間[5]。
- 2012年（平成24年）3月17日：隨著久留里線閉塞系統改為特殊自動閉塞，此站整日成為無人車站[6][7]。路軌配線改為1面1線。舊1號月台和留置線廢止，舊2別綠台變成1號月台[8]。

## 車站構造

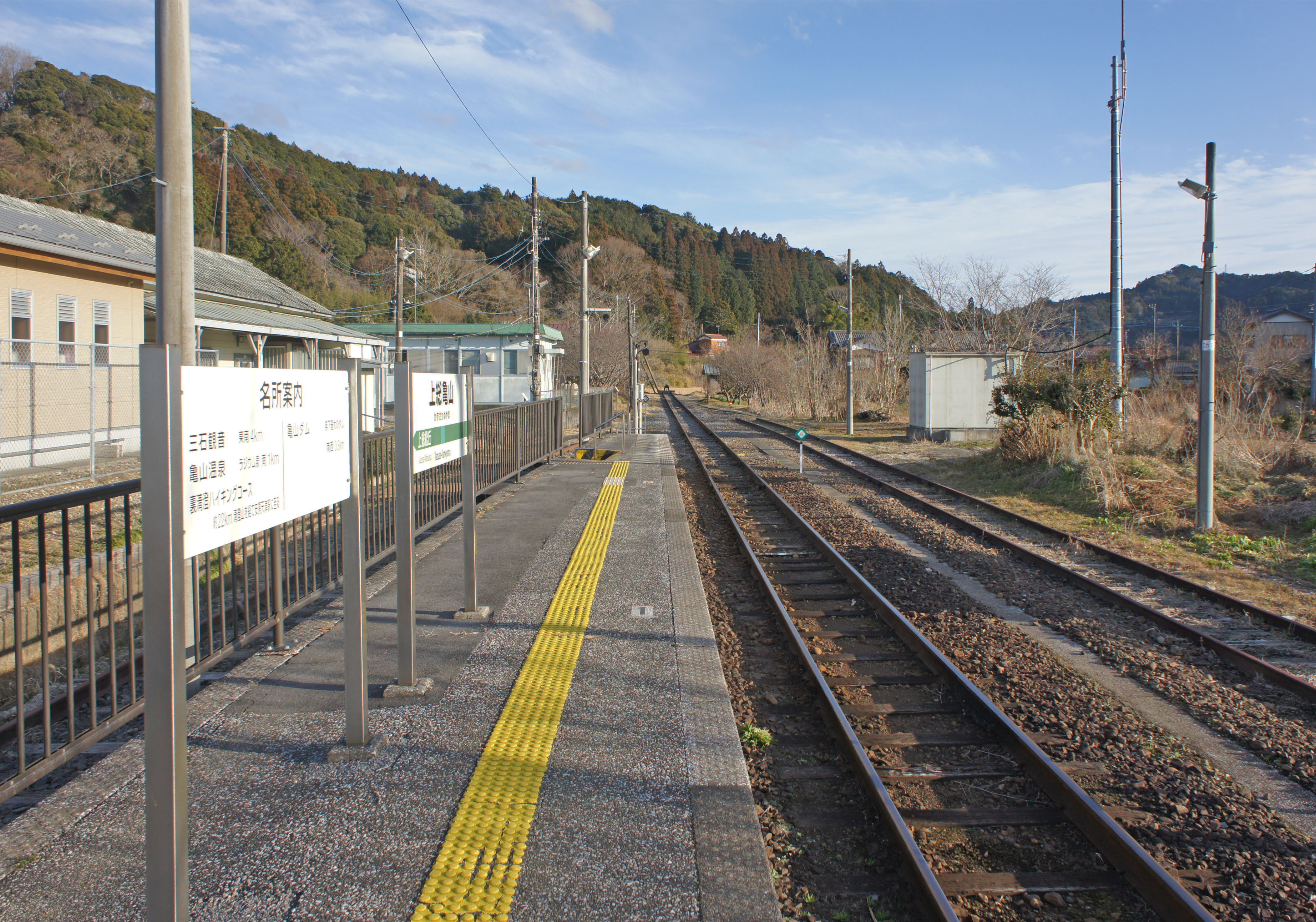
月台(2022年1月)

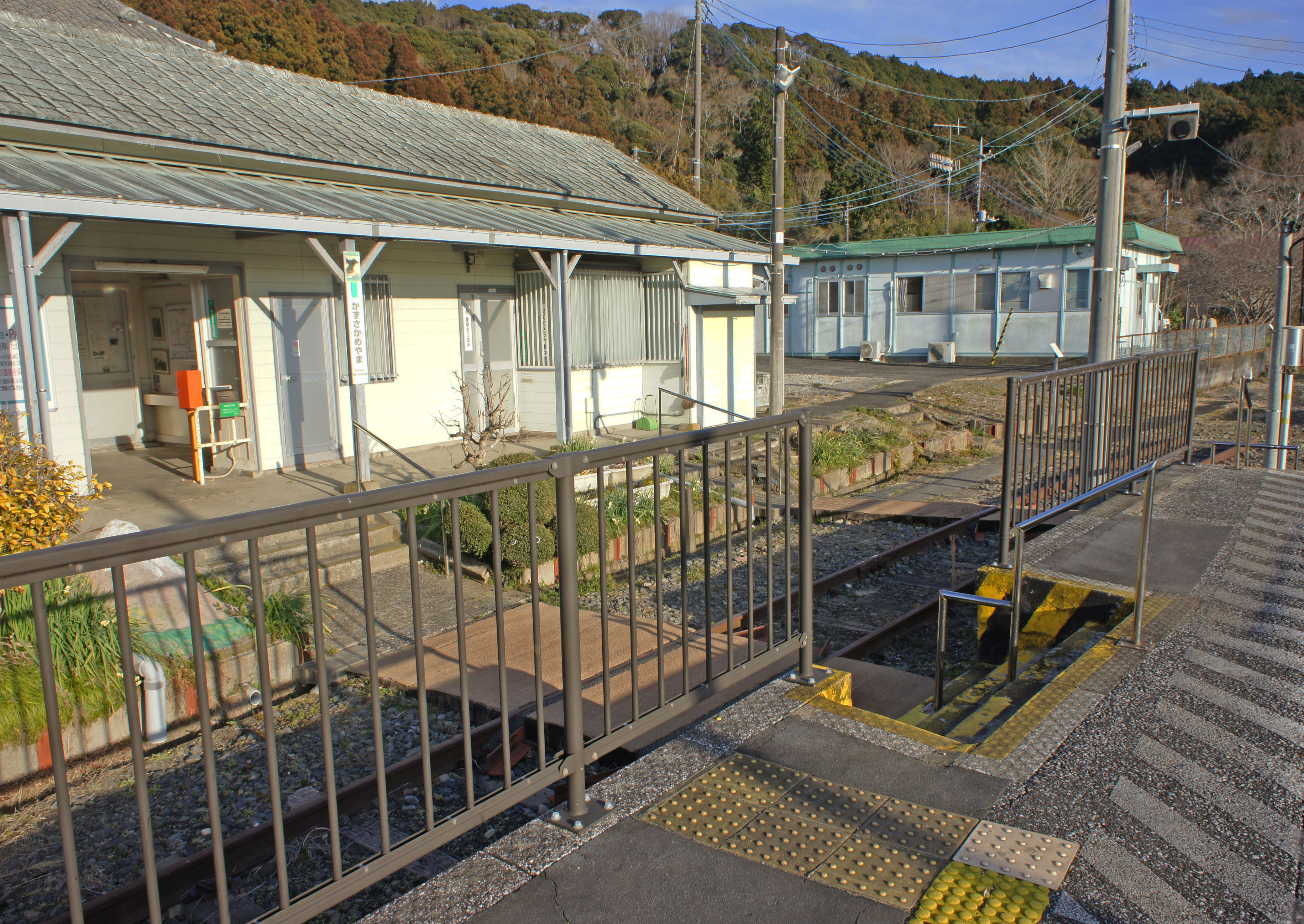
平交道(2022年1月)

此站是地面車站，設有1面1線的單式月台。此站曾設有1面2線的月台，以及設有1條引上線，現時轉轍器被撤走，剩下1個月台可以使用。2012年3月17日起，本站改成由久留里站管理的無人車站。此站設有乘車站證明票發行機。廁所位於車站大樓外，為男女分開的濕廁，廁所內設有無障礙設施。

### 月台
| 月台 | 路線      | 上下行 | 方向       |
| ---- | --------- | ------ | ---------- |
| 1    | ■久留里線 | 上行   | 木更津方向 |

參考
- 此站設有1架列車夜間停泊。曾經設有3架列車停泊，隨著車站剩下一座月台，2架列車在久留里站停泊。
- 月台可容納2卡車廂。當3卡編成以上列車停靠此站時，列車前進方向的首2卡車廂會停在月台中，但是第3卡以後的車廂會進行選擇性車門操作。
- 當初，此站計劃連接木原線（現時：夷隅鐵道夷隅線）前往房總東線（現時：外房線）的大原站之間，但是未能實現計劃，此站成為久留里線的終點站。

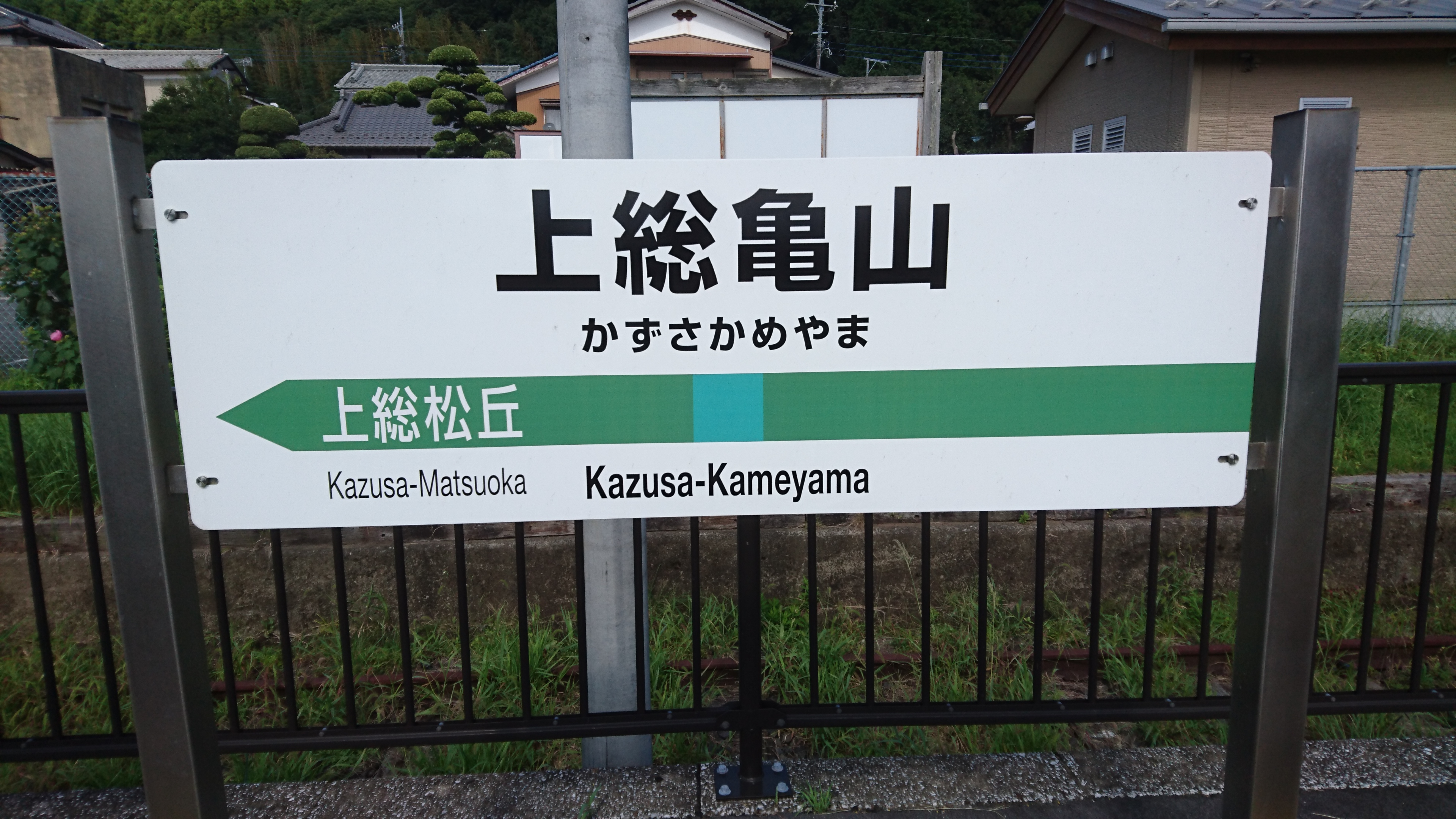
站名牌（2016年9月）
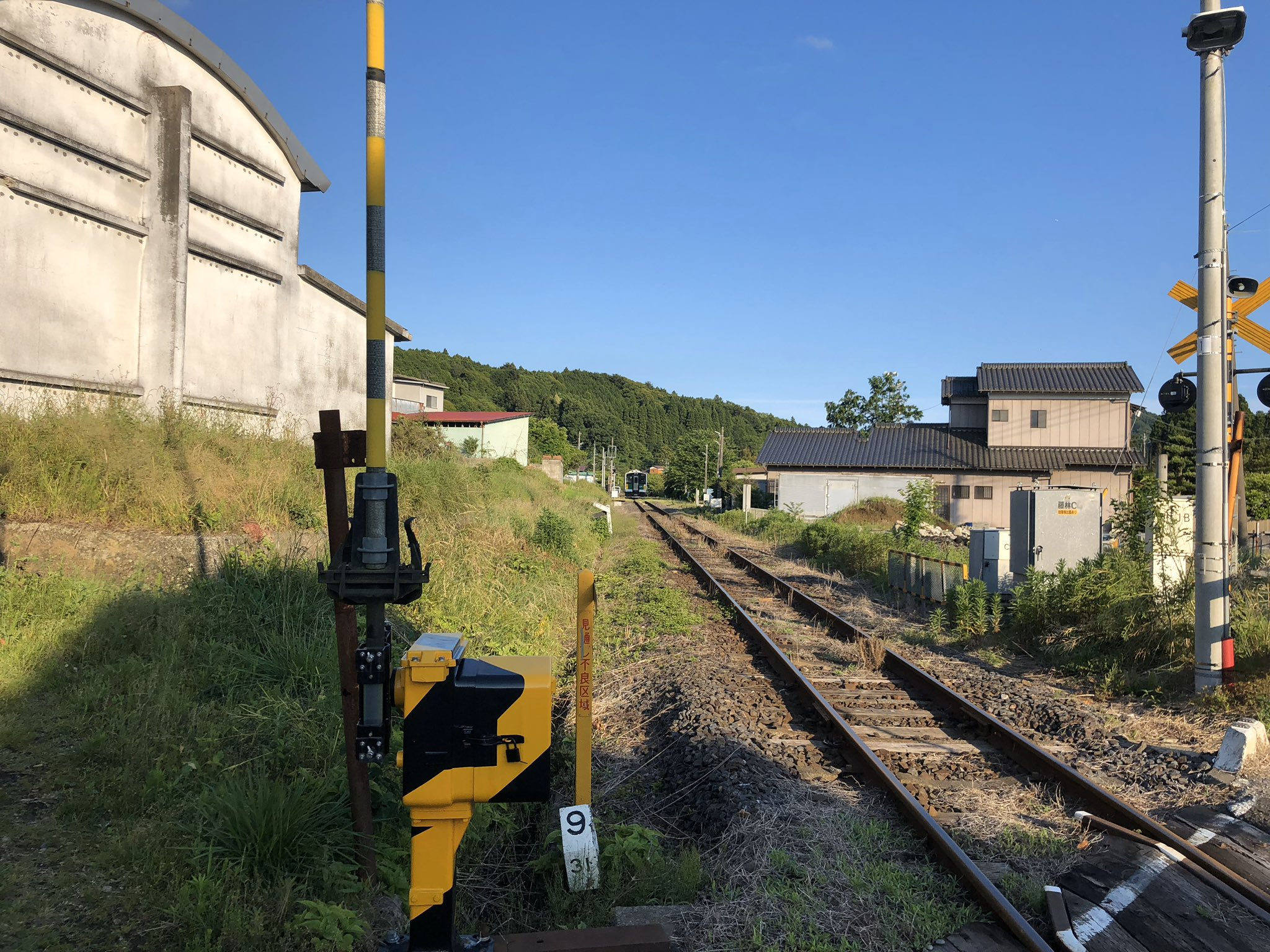
藤林平交道（2019年11月）

## 利用狀況
在2010年（平成22年）度1日平均乘車人次為90人，以下為乘車人次變化列表：
| 乘車人次變化       | 乘車人次變化     | 乘車人次變化 |
| 年度               | 1日平均 乘車人次 | 參考資料     |
| ------------------ | ---------------- | ------------ |
| 1990年（平成02年） | 260              | [ * 1 ]      |
| 1991年（平成03年） | 261              | [ * 2 ]      |
| 1992年（平成04年） | 237              | [ * 3 ]      |
| 1993年（平成05年） | 253              | [ * 4 ]      |
| 1994年（平成06年） | 255              | [ * 5 ]      |
| 1995年（平成07年） | 236              | [ * 6 ]      |
| 1996年（平成08年） | 216              | [ * 7 ]      |
| 1997年（平成09年） | 186              | [ * 8 ]      |
| 1998年（平成10年） | 178              | [ * 9 ]      |
| 1999年（平成11年） | 174              | [ * 10 ]     |
| 2000年（平成12年） | 175              | [ * 11 ]     |
| 2001年（平成13年） | 168              | [ * 12 ]     |
| 2002年（平成14年） | 149              | [ * 13 ]     |
| 2003年（平成15年） | 139              | [ * 14 ]     |
| 2004年（平成16年） | 133              | [ * 15 ]     |
| 2005年（平成17年） | 127              | [ * 16 ]     |
| 2006年（平成18年） | 129              | [ * 17 ]     |
| 2007年（平成19年） | 126              | [ * 18 ]     |
| 2008年（平成20年） | 118              | [ * 19 ]     |
| 2009年（平成21年） | 102              | [ * 20 ]     |
| 2010年（平成22年） | 90               | [ * 21 ]     |

## 車站周邊

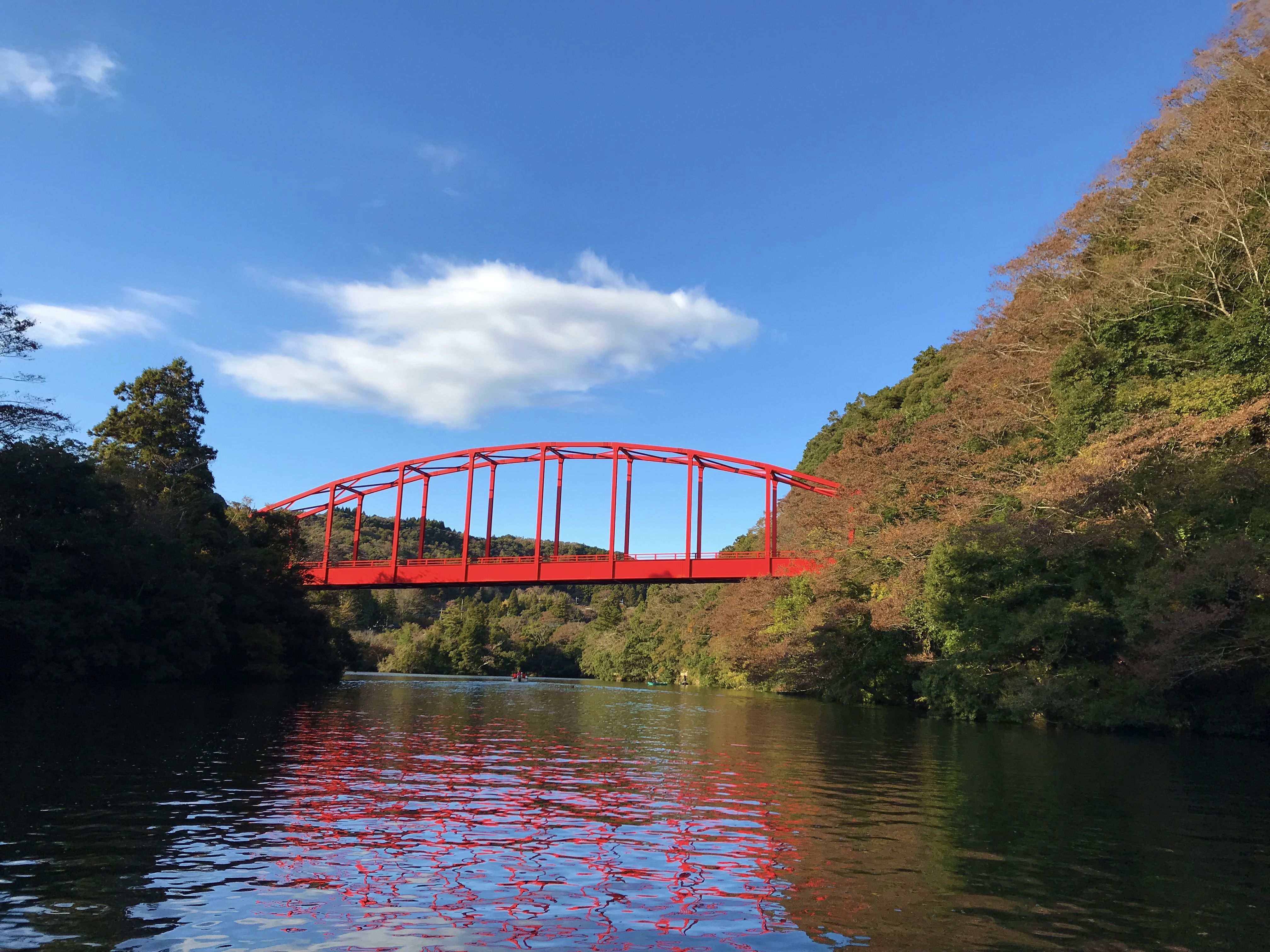
龜山水壩

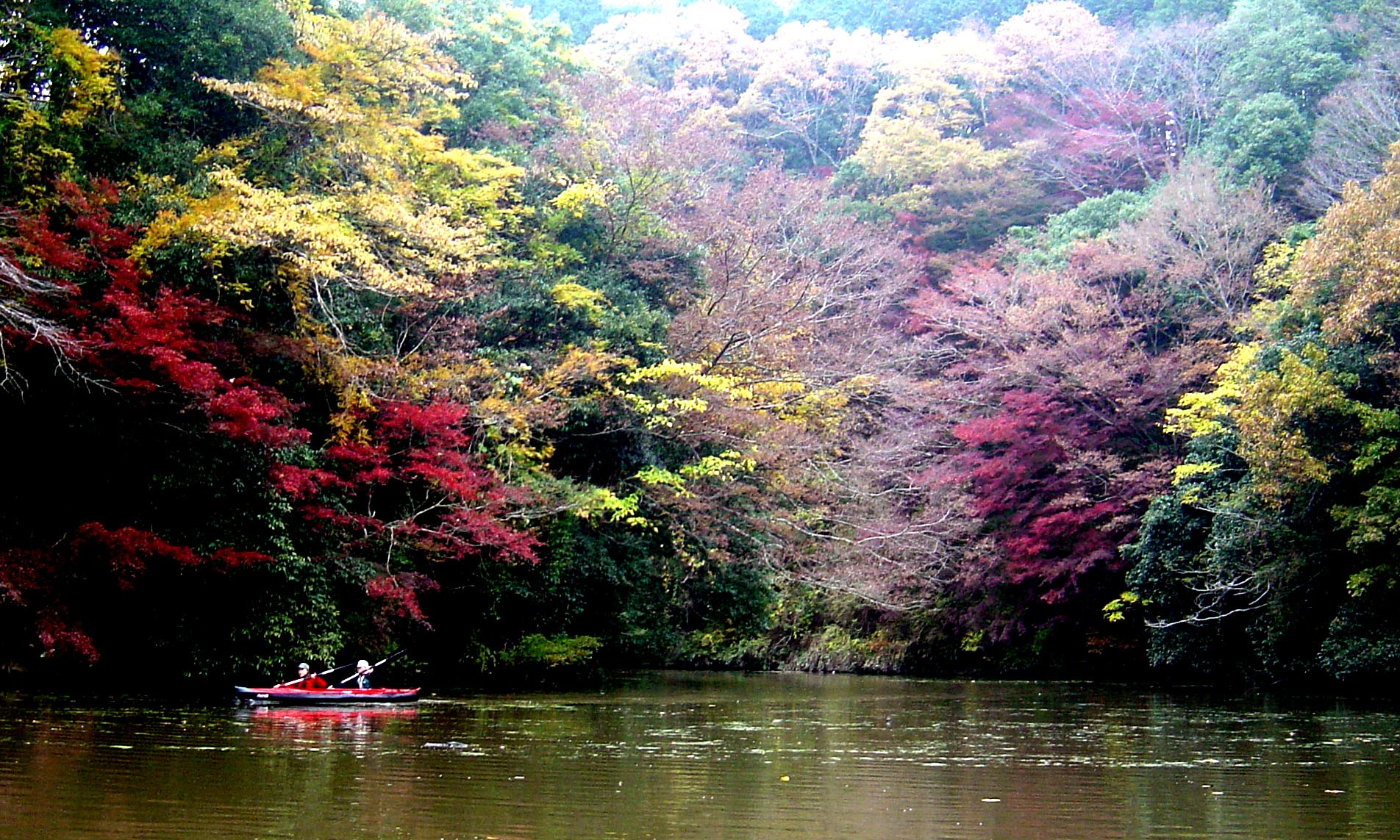
折木澤之紅葉

此站位於龜山湖為中心的渡假地（觀看紅葉勝地），該處設有中小型商店、住宿設施（龜山溫泉）、營地和租船店。
- 國道465號（日语：国道465号）
- 千葉縣道24號千葉鴨川線（日语：千葉県道24号千葉鴨川線）
- 龜山觀光詢問處
- 龜山郵局
- 榎本醫院
- JA君津（日语：JAきみつ）龜山分店
- 小櫃川（日语：小櫃川）
- 龜山湖（龜山水壩（日语：亀山ダム）[11]）
  - 折木澤（乘船前往該處）
- 龜山溫泉（日语：亀山温泉）
  - 龜山溫泉酒店
  - 龜山城酒店
  - Pension龜山園
  - 嵯峨和旅館
- 龜田屋商店
- 千葉縣立君津龜山少年自然之家
- 三石山觀音寺（日语：観音寺 (君津市)）
- 龜山湖鄉村俱樂部

## 巴士路線
- 在2007年（平成19年）9月30日前，鴨川日東巴士設有黃和田線（龜山站至黃和田車廠）和龜山線（龜山站至安房鴨川站）兩巴士路線。在取消路線後，由社區巴士（日语：君津市コミュニティバス）行走。在2012年10月起，社區巴士變為需要事前預約制的需求的士「Kimipyon號」。
- 從車站步行數分鐘到達國道465號（日语：国道465号）上設有「龜山·藤林大橋」巴士站，停靠的巴士路線只有高速巴士Ka花生號（日语：カピーナ号）（行走於千葉站至安房鴨川站、龜田醫院（日语：亀田総合病院））[12]。

## 相鄰車站
東日本旅客鐵道（JR東日本）
■久留里線
上總松丘－上總龜山

## 注腳

### 使用狀況
1. ↑  千葉縣統計年鑑 （页面存档备份，存于）（日語） - 千葉縣

JR東日本2000年度以後的乘車人次
1. ↑  各駅の乗車人員（2000年度） （页面存档备份，存于）（日語） - JR東日本
2. ↑  各駅の乗車人員（2001年度） （页面存档备份，存于）（日語） - JR東日本
3. ↑  各駅の乗車人員（2002年度） （页面存档备份，存于）（日語） - JR東日本
4. ↑  各駅の乗車人員（2003年度） （页面存档备份，存于）（日語） - JR東日本
5. ↑  各駅の乗車人員（2004年度） （页面存档备份，存于）（日語） - JR東日本
6. ↑  各駅の乗車人員（2005年度） （页面存档备份，存于）（日語） - JR東日本
7. ↑  各駅の乗車人員（2006年度） （页面存档备份，存于）（日語） - JR東日本
8. ↑  各駅の乗車人員（2007年度） （页面存档备份，存于）（日語） - JR東日本
9. ↑  各駅の乗車人員（2008年度） （页面存档备份，存于）（日語） - JR東日本
10. ↑  各駅の乗車人員（2009年度） （页面存档备份，存于）（日語） - JR東日本
11. ↑  各駅の乗車人員（2010年度） （页面存档备份，存于）（日語） - JR東日本

千葉縣統計年鑑
1. ↑  千葉縣統計年鑑（平成3年） （页面存档备份，存于）（日語）
2. ↑  千葉縣統計年鑑（平成4年） （页面存档备份，存于）（日語）
3. ↑  千葉縣統計年鑑（平成5年） （页面存档备份，存于）（日語）
4. ↑  千葉縣統計年鑑（平成6年） （页面存档备份，存于）（日語）
5. ↑  千葉縣統計年鑑（平成7年） （页面存档备份，存于）（日語）
6. ↑  千葉縣統計年鑑（平成8年） （页面存档备份，存于）（日語）
7. ↑  千葉縣統計年鑑（平成9年） （页面存档备份，存于）（日語）
8. ↑  千葉縣統計年鑑（平成10年） （页面存档备份，存于）（日語）
9. ↑  千葉縣統計年鑑（平成11年） （页面存档备份，存于）（日語）
10. ↑  千葉縣統計年鑑（平成12年） （页面存档备份，存于）（日語）
11. ↑  千葉縣統計年鑑（平成13年） （页面存档备份，存于）（日語）
12. ↑  千葉縣統計年鑑（平成14年） （页面存档备份，存于）（日語）
13. ↑  千葉縣統計年鑑（平成15年） （页面存档备份，存于）（日語）
14. ↑  千葉縣統計年鑑（平成16年） （页面存档备份，存于）（日語）
15. ↑  千葉縣統計年鑑（平成17年） （页面存档备份，存于）（日語）
16. ↑  千葉縣統計年鑑（平成18年） （页面存档备份，存于）（日語）
17. ↑  千葉縣統計年鑑（平成19年） （页面存档备份，存于）（日語）
18. ↑  千葉縣統計年鑑（平成20年） （页面存档备份，存于）（日語）
19. ↑  千葉縣統計年鑑（平成21年） （页面存档备份，存于）（日語）
20. ↑  千葉縣統計年鑑（平成22年） （页面存档备份，存于）（日語）
21. ↑  千葉縣統計年鑑（平成23年） （页面存档备份，存于）（日語）

## 外部連結
- 車站資訊（上總龜山）：東日本旅客鐵道（日語）